# 南二軒屋町
南二軒屋町（みなみにけんやちょう）は、徳島県徳島市の町名。現行行政地名は南二軒屋町一丁目から南二軒屋町三丁目及び南二軒屋町。2009年12月現在の人口は1,295人、世帯数は417世帯。郵便番号は〒770-8063。

## 地理
徳島市の中央部に位置し、南二軒屋町一丁目から三丁目と南二軒屋町（神成・新開・石井利）に分かれ、南二軒屋町一丁目から三丁目は東は富田橋、西は城南町に挟まれ、細長く南北に延びる。北より一丁目から三丁目と並ぶ。南二軒屋町一丁目一番を除き八万地区に属し、南二軒屋町一丁目一番のみ東富田地区に属している。南二軒屋町一丁目から南二軒屋町三丁目・南二軒屋町神成・南二軒屋町新開・南二軒屋町石井利が存在する。
商業地と住宅地が入り混じった区域を中心とする。東境をJR牟岐線、ほぼ中央を徳島県道136号宮倉徳島線が南北に走り、二軒屋駅がある。
南二軒屋町（神成・新開・石井利）は、北部が字神成、南部が字新開に分かれていたが、1976年（昭和51年）の町名変更後、城南町四丁目の西に字石井利が離れて残る。新開も南に農地が残るが北は神成に続く住宅地である。

### 山岳
- 眉山

### 小字
- 神成
- 新開
- 石井利

## 歴史

### 地名の由来
町名の由来は、古来この地に人家が二軒しか存在しなかったことから名付けられたと伝わる。

## 交通

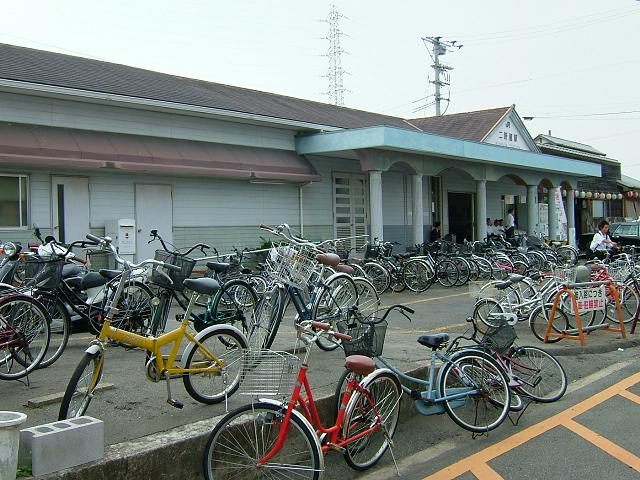
二軒屋駅

### 鉄道
- 四国旅客鉄道（JR四国）

牟岐線 - 二軒屋駅
南部では八万町の文化の森駅も利用される。

### バス
徳島バス・徳島市営バス
- 南二軒屋

### 道路
- 国道438号
- 徳島県道136号宮倉徳島線

## 施設
- 徳島県立徳島視覚支援学校、徳島県立徳島聴覚支援学校
- 徳島製粉
- 冨士屋